# Kenizé Mourad
 (février 2009).
Si vous disposez d'ouvrages ou d'articles de référence ou si vous connaissez des sites web de qualité traitant du thème abordé ici, merci de compléter l'article en donnant les références utiles à sa vérifiabilité et en les liant à la section « Notes et références ».
Kenizé Mourad est une romancière et journaliste française d'origine turco-indienne. Fille de la petite-fille du sultan Murad V, Selma sultane et d’un rajah indien.

## Biographie
Née à Paris le 14 novembre 1939, Kenizé Hussain de Kotwara est la fille d’une princesse turque, membre de la dynastie ottomane (petite-fille du sultan Mourad V par sa mère Hatidje Sultane) mariée à un rajah indien, Raja Syed Sajid Husain Ali de Kotwara (un fief de l'Aoude, dans l'Uttar Pradesh actuel, près de Lakhimpur),. Sa mère, la princesse Selma Raouf se sent étrangère dans son environnement indien et désirant accoucher dans de meilleures conditions, elle part pour Paris accompagnée de son fidèle eunuque, Zeynel. 
Devenue orpheline à deux ans, Kenizé Mourad est élevée dans un milieu catholique. À l’âge de 20 ans, la quête de ses origines l’amène à découvrir l’Islam dans les textes des grands soufis. Percevant l’Islam comme une religion ouverte et tolérante, elle conçoit son identité musulmane comme  « une appartenance plus qu'une religion » à une époque où elle adhère aux « valeurs gauchistes » ambiantes. Tout en effectuant de longs séjours en Inde et au Pakistan, elle suit des études de psychologie et de sociologie à la Sorbonne. Elle travaille ensuite comme journaliste indépendante . En 1970, elle entre au Nouvel Observateur.
D’abord attachée au service documentation, elle commence à y publier des articles en mars 1971. Chargée de couvrir le Bangladesh et le Pakistan, où elle a vécu quelque temps, elle voit sa situation régularisée en décembre 1971. Elle élargit son domaine de prédilection aux questions moyen-orientales. Correspondante de guerre au Bangladesh, en Éthiopie, au Liban, où elle passe trois mois pendant le siège de Beyrouth en 1982, elle couvre également la révolution iranienne pendant plus d’une année.
Mais au cours de ses reportages, elle se rend compte de l’importance de la psychologie et de l'Histoire dans les conflits politiques. C'est parce qu’elle n’a « pas la place d'en rendre compte dans ses articles » qu’elle quitte le journal en septembre 1982 pour se lancer dans l’écriture. Après avoir enquêté en Turquie, au Liban et en Inde,  elle publie en 1987 un roman racontant l’histoire de sa famille et l'Histoire de la première moitié du XXe siècle : De la part de la princesse morte, chez Robert Laffont. Véritable best-seller international qui lui a demandé « quatre ans de travail, deux ans de documentation et deux ans d’écriture », il est vendu à plusieurs millions d’exemplaires et traduit en 34 langues. Il a reçu le prix Anaïs Ségalas de l'Académie Française en 1988, et le prix des Lectrices de ELLE. 
En 1998, elle publie la suite de son premier roman, Le Jardin de Badalpour, axé sur les problèmes d'identité entre Orient et Occident.
En 2003 paraît Le parfum de notre terre, voix de Palestine et d'Israël, un livre d'interviews et de portraits d'hommes, de femmes et d'enfants palestiniens et israéliens, pour tenter de faire comprendre le drame des deux peuples. Ce livre qui montre la dure réalité sur le terrain dû notamment  au "non respect des résolutions par Israël" a été attaqué et boycotté par les grands médias, radios ou télévisions. 
En 2010, elle publie Dans la ville d'or et d'argent, l'histoire véridique d'une reine indienne musulmane, Begum Hazrat Mahal, qui en 1857 fut l'un des principaux leaders de la première guerre d'indépendance contre la domination britannique : la révolte des cipayes.
En 2018, elle publie chez Fayard Au Pays des purs, livre dans lequel, l'héroïne, une journaliste française, enquête seule sur la bombe atomique au Pakistan et nous fait découvrir une société pleine de contractions entre traditions, fanatisme et aspirations à la modernité. 
Kenize Mourad fait partie du jury du prix Palestine-Mahmoud Hamchari.
Elle préside le jury du prix littéraire France-Turquie. 
Elle est la marraine du Salon du livre de l'Inde, à Paris. 
En 2012, elle a été nommée officier des Arts et des Lettres.

## Œuvres
- De la part de la princesse morte, Paris, Robert Laffont, 1987, 600 p. (ISBN 978-2-221-05218-1) — réédité en 2000 chez Le Livre de Poche (no 6565)  (ISBN 978-2-253-04829-9) puis en 2019 chez Pocket, coll. « Best » (no 17433)  (ISBN 978-2-266-29694-6)

- Prix Anaïs-Ségalas de l’Académie française en 1988
- Le jardin de Badalpour, Paris, Fayard, 1998, 553 p. (ISBN 978-2-213-60126-7) — réédité en 2000 chez Le Livre de Poche, coll. « Littérature & Documents » (no 14866)  (ISBN 978-2-253-14866-1)
- Le parfum de notre terre : Voix de Palestine et d'Israël, Paris, Robert Laffont, 2003, 360 p. (ISBN 978-2-221-09822-6)
- Dans la ville d'or et d'argent : roman, Paris, Robert Laffont, 2010, 397 p. (ISBN 978-2-221-09524-9) — réédité en 2012 chez Le Livre de Poche (no 32562)  (ISBN 978-2-253-16174-5)
- Au pays des purs, Paris, Fayard, coll. « Littérature Française », 2018, 349 p. (ISBN 978-2-213-70498-2)